# Troglohyphantes nyctalops
Troglohyphantes nyctalops este o specie de păianjeni din genul Troglohyphantes, familia Linyphiidae, descrisă de Simon, 1911.
Este endemică în Spania. Conform Catalogue of Life specia Troglohyphantes nyctalops nu are subspecii cunoscute.